# ويليس جي. بيلي
ويليس جي. بيلي هو مصرفي وسياسي أمريكي، ولد في 12 أكتوبر 1854 في مقاطعة كارول في الولايات المتحدة، وتوفي في 19 مايو 1932 في ميسن هيلز في الولايات المتحدة. نشط حزبياً في الحزب الجمهوري. وقد انتخب حاكم كانساس ‏ (12 يناير 1903 – 9 يناير 1905) وانتخب عضو مجلس نواب كنساس ‏ وانتخب عضو مجلس النواب الأمريكي.